# Nsenga
El nsenga, també coneguda com a senga, és una llengua bantu de Zàmbia i Moçambic, que ocupa una àrea en l'altiplà que forma la divisòria d'aigües entre els sistemes fluvials del Zambezi i del Luangwa. La forma urbana de nyanja parlat a la capital de Zàmbia, Lusaka té moltes característiques del nsenga.